# Columbus (Nebraska)
Pour les articles homonymes, voir Columbus.
La ville de Columbus est le siège du comté de Platte, dans l’État du Nebraska, aux États-Unis. Sa population s’élevait à 22 111 habitants lors du recensement de 2010, estimée à 23 128 habitants en 2017
La ville se trouve sur la rivière Loup, un peu avant son confluent avec la rivière Platte, à 150 km à l'ouest d'Omaha.

## Démographie
| Groupe            | Columbus | Nebraska | États-Unis |
| ----------------- | -------- | -------- | ---------- |
| Blancs            | 88,1     | 86,1     | 72,4       |
| Autres            | 8,3      | 4,4      | 6,4        |
| Métis             | 1,8      | 2,2      | 2,9        |
| Amérindiens       | 0,9      | 1,0      | 0,9        |
| Afro-Américains   | 0,5      | 4,5      | 12,6       |
| Asiatiques        | 0,5      | 1,8      | 4,8        |
| Total             | 100      | 100      | 100        |
|                   |          |          |            |
| Latino-Américains | 16,3     | 9,2      | 16,7       |

En 2010, la population latino-américaine est majoritairement composée de Mexicano-Américains, qui représentent 12,1 % de la population totale de la ville.
Selon l'American Community Survey, pour la période 2011-2015, 81,69 % de la population âgée de plus de 5 ans déclare parler anglais à la maison, alors que 16,77 % déclare parler l'espagnol et 1,54 % une autre langue.

## Personnalité liée à la ville
- Max Mathews, le père de l'informatique musicale, est né en 1926 à Columbus.